# Франц Пастерк
Франц Пастерк (словен. Franc Pasterk; Ајзенкапел-Фелах, 1912 — Подкрај-при-Межице, 4. април 1943), учесник Народноослободилачке борбе и народни херој Југославије.

## Биографија
Познато је да је Пастерк пре почетка Другог светског рата живео у Аустрији. После аншлуса бива регрутован у Вермахт, као грађанин Аустрије, одатле је дезертирао и побегао у Југославију. Године 1940. примљен је у Комунистичку партију Словеније. После окупације Југославије од стране Немаца, Пастерк се придружује НОБ-у. Командовао је првим Корошким батаљоном. Током антифашистичке борбе био је познат и као Ленарт.
Погинуо је у ноћи 3. на 4. април 1943. године у борби против италијанско-немачких снага у Подкрај-при-Межице током напада на Народни дом (где је била непријатељска посада).
Указом председника ФНР Југославије Јосипа Броза Тита, 27. новембра 1953. године, проглашен је за народног хероја.
Данас основна школа у Межици носи његово име. У пролеће 2012. године пошта Словеније издала је серију маркица поводом 100-годишњеице рођења Франца.